# Neandria

Mapa con algunas de las principales antiguas ciudades griegas de Eólida, en la zona septentrional de Asia Menor. Neandria figura en el interior, al este de Alejandría de Tróade.

Neandria (en griego, Νεάνδρεια) era una antigua ciudad de la Tróade.

## Leyenda
Aunque no es nombrada por Homero, sí es citada en la epopeya de la Guerra de Troya por Dictis de Creta: cuando los griegos llegaron a Tróade y devastaron las ciudades de los alrededores de Troya, los habitantes de Neandria, que era la capital de los territorios gobernados por Cicno, les suplicaron que no destruyeran su ciudad, y a cambio les prometieron sumisión y alianza. Cuando los neandrienses les entregaron a los hijos y la hija de Cicno, los griegos consistieron en perdonar la ciudad.

## Historia
Neandria perteneció a la Liga de Delos puesto que aparece mencionada en registros de tributos a Atenas entre los años 454/3 y 430/29 a. C.
Jenofonte la menciona indirectamente señalando que los habitantes de Neandria, junto a los de Ilión y Cocilio, se declararon independientes y se aliaron con Dercílidas cuando este acudió a Eolia con un ejército para tratar de liberar las colonias griegas del dominio persa.
Se conservan monedas de bronce acuñadas por Neandria que se han fechado entre 430 y 310 a. C. donde figura la inscripción «ΝΕΑΝ» o
«ΝΕΑ».
Estrabón la menciona como una pequeña fortaleza que se había unido en sinecismo con Alejandría de Tróade y dice que los neandrieos vivían junto a Hamaxito, a 130 estadios de Ilión.